# 1974 au Yukon
Chronologie du Yukon
- 1970
- 1971
- 1972
- 1973
- 1974
- 1975
- 1976
- 1977
- 1978

Cette page concerne des événements d'actualité qui se sont produits durant l'année 1974 dans le territoire canadien du Yukon.

## Politique
- Commissaire : James Smith (en)
- Législature : 22e puis 23e

## Événements
- Paul Lucier devient le 7e et premier franco-yukonnais à être maire de Whitehorse
- 8 juillet : Pierre Trudeau et le PLC remportent les élections générales fédérales et formeront un gouvernement majoritaire. Dans la circonscription du territoire du Yukon, Erik Nielsen du progressiste-conservateur est réélu pour un huitième mandat avec 47 % du vote contre le libéral Paul S. White (33 % du vote) et du néo-démocrate Tony Penikett (19 % du vote).
- 7 octobre : Vingt-septième élection générale yukonnaise (en).
- 13 décembre : Le député territoriale du Lac Watson Donald Taylor (en) devient le premier président de l'Assemblée législative du Yukon.

## Naissances
- Janvier : Ranj Pillai, premier ministre du Yukon.
- 4 mars : Jarrett Deuling (en), joueur de hockey sur glace.

## Décès
- 1er février : Tom Greenwood (en), prêtre (º 1er janvier 1903)